# گالوزتاون (لوئیزیانا)
گالوزتاون (گالوزتاون)، یا ویلا د گالوز (Villa de Gálvez)، یک شهر متروکه است، که در محل تلاقی بایو مانچاک و رودخانه آمیت در پریش اسنشن، لوئیزیانا واقع شده‌است. گالوزتاون در سال ۱۷۷۸ با اسکان مستعمره نشینان جزایر قناری و آنگلو-آمریکایی‌های که از جنگ انقلاب آمریکا فرار کردند، تأسیس شد. به دلیل شرایط اسفناک و بیماری، شهرک در نهایت متروک شده و بسیاری از ساکنان در سال ۱۸۰۶ به شهر اسپانیا گریختند. برخی از ساکنان سابق در این منطقه باقی ماندند و در نیمه اول قرن نوزدهم، محله گالوز، لوئیزیانا را تأسیس کردند.

## تاریخچه
در سال ۱۷۷۸ میلادی، لویالیست‌های ساکن کانوود در فلوریدای غربی بریتانیا پس از فرار از انقلابیون آمریکایی به کرانه جنوبی رودخانه آمیت نقل مکان کردند. در نوامبر همان سال، اولین کشتی حامل چندین اهل جزیره قناری، یا ایزلنوs، به لوئیزیانا برای کمک به دفاع از قلم‌رو در برابر تهاجم احتمالی بریتانیا رسید. فرماندار اسپانیا، برناردو د گالوز، در ۱۲ یا ۱۳ نوامبر همراه با تازه واردان ایزلنو در جست‌جوی مکان مناسب برای ایجاد یک شهرک، در امتداد رودخانه می‌سی‌سی‌پی سفر کردند. در ۲۲ نوامبر، گالوز به نقطهٔ رسید، که در آن رودخانه آمیت و بایو مانچاک به هم رسیدند و با شهرک نوپای انگلیسی-آمریکایی روبرو شدند، که ساکنان فرانسوی و آلمانی به آن ملحق شده بودند. گالوز به کسانی که در این شهرک زندگی می‌کردند پناهندگی داد، مشروط بر این‌که ایزلنوsها بتوانند در این مکان مستقر شوند و هم‌چنین یک قلعه و پادگان اسپانیایی در آن‌جا ساخته شود. ساکنان موافقت کردند و نام شهرک خود را به افتخار فرماندار گالوز "ویلا دی گالوز" یا "گالوزتاون" گذاشتند.

### جنگ انقلاب آمریکا
تقریباً از همان ابتدا، گالوزتاون درگیر تراژدی بود. بیماری‌های مانند آبله و جَرَب افراد زیاد این محله را گرفت. کمک‌های پزشکی به زودی توسط فرماندار گالوز ارسال شد، اما سایر بیماری‌ها و ناخوشی‌ها هم‌چنان این محله را تحت محاصره خود قرار دادند. با وجود این، شبه‌نظامیان گالوزتاون موفق شدند پاسگاه بریتانیایی آمیت را به همراه ۷ کشتی و ۱۲۵ سرباز و کشتی‌ران در اوت ۱۷۷۹ دستگیر کنند. در همان زمان، گالوز از رودخانه می‌سی‌سی‌پی بالا رفته و قلعه‌های بریتانیایی بروت (مانچاک)، باتون روژ و ناچز را دستگیر کرد. پس از تسخیر قلعه چارلوت در سال ۱۷۸۰، گالوزتاون اهمیت نظامی استراتیژیک خود را از دست داد.
درست مانند سال قبل، آبله و سایر بیماری‌ها هم‌چنان گالوزتاون را ویران می‌کردند. در زمستان ۱۷۸۰، بیش از یک سوم ایزلنوsها که به این محله رسیده بودند، مردند. در ۲۴ اوت ۱۷۸۰، یک طوفان قدرت‌مند لوئیزیانا را درنوردید که بسیاری از این محله و محصولات آن را نابود کرد. بسیاری از مردم محله در فقر زندگی می‌کردند و غذا یا لباس کافی نداشتند. تا پایان جنگ انقلاب آمریکا بود، که این محله شاهد افزایش اندکی در جمعیت خود بود.

### انحطاط
در آغاز سال ۱۷۸۶ میلادی، بیش از نیمی از خانه‌های گالوزتاون متروکه شده و از بین رفته بودند. تعدادی از ساکنان از فرماندار میرو درخواست کردند، تا اجازه دهد این محله را ترک کنند. بسیاری مایل به رفتن به محله ایزلنو در سن برناردو بودند. در سال ۱۷۹۴ میلادی، طوفان‌های پیاپی خانه‌ها را زیر آب گرفته و ویران کرد و محصولات کشاورزی را از بین برد. این بلافاصله پس از طغیان رودخانه آمیت که تک تک خانواده‌های گالوزتاون را تحت تأثیر قرار داد، دنبال شد.
در مواجهه با طغیان مکرر رودخانه آمیت همراه با ویرانی‌های ناشی از طوفان، ساکنان به بازسازی و جست‌جوی حیات ادامه دادند. با خرید لوئیزیانا، بسیاری از ایزلنوها تصمیم گرفتند که این شهرک را رها کنند. بسیاری مایل بودند، در قلم‌رو اسپانیا بمانند؛ بنابراین عمدتاً به باتون روژ نقل مکان کردند و محله هسپانیش تاون را تأسیس کردند. آخرین ازدواجی که در گالوزتاون انجام شد در فوریه ۱۸۰۷ بود. ساکنان دیگر در مجاورت آن باقی ماندند و در نهایت محله گالوز را در زمینی بالاتر تأسیس کردند.

### حفاظت و مطالعه
در سال ۱۹۶۲ میلادی، یک نشان‌گر تاریخی ایالتی توسط وزارت تجارت و صنعت لوئیزیانا در محل گالوزتاون قرار داده شد.
از سال ۱۹۸۰ میلادی، مناظر سابق گالوزتاون توسط گروه‌های مختلف تحت کار باستان‌شناسی قرار گرفته‌است. فعالیت‌های اخیر توانسته‌است مجموعهٔ از مصنوعات را از این محله کشف کند و هم‌چنین مکان ساختمان‌های خاص را مفروض قرار دهد. کلاس‌هایی از طریق دانشگاه ایالتی لوئیزیانا ارائه شده‌است، که به دانش آموزان اجازه می‌دهد این مکان را مطالعه کنند.